# Stilobezzia paulistensis
Stilobezzia paulistensis är en tvåvingeart som beskrevs av Lane 1947. Stilobezzia paulistensis ingår i släktet Stilobezzia och familjen svidknott. Inga underarter finns listade i Catalogue of Life.